# Aoki Kikuyo
Aoki Kikuyo (青木喜久代, Aoki Kikuyo; Tokio, 24 mei 1968) is een Japanse professionele speler van het bordspel Go.
Tweemaal heeft zij de prijs voor de beste vrouwelijke speler van het blad KIDO gewonnen. In 1993 behaalde ze een record door vijftien keer te winnen.